# Ljubav je svuda
Ljubav je svuda (ang. Love Is All Around) – singel serbskiego girls bandu Moje 3 napisany przez Sašę Miloševicia Marego i Marinę Tucaković oraz wydany w 2013 roku.
W 2013 roku utwór został zakwalifikowany do udziału w serbskich selekcjach 58. Konkursu Piosenki Eurowizji BeoSong jako jedna z piętnastu kompozycji wybranych spośród 171 propozycji nadesłanych do siedziby krajowego nadawcy publicznego Radio-Televizija Srbije. W marcu numer wygrał finał eliminacji dzięki zdobyciu największej liczby 25 959 głosów od telewidzów, dzięki czemu reprezentował Serbię podczas Konkursu Piosenki Eurowizji organizowanego w Malmö.
14 maja utwór został zaprezentowany w pierwszym półfinale konkursu jako ostatni, szesnasty w kolejności i ostatecznie zajął 11. miejsce z 46 punktami na koncie, przez co nie zakwalifikował się do finału. Do awansu zabrakło mu sześciu punktów.

## Lista utworów
- CD single[7]

1. „Ljubav je svuda” – 3:00
2. „Love Is All Around” (Rock Version) – 3:29
3. „Love Is All Around” (Acoustic Version) – 3:45
4. „Love Is All Around” (Official English Version) – 3:00
5. „Ljubav je svuda” (Rock Version) – 3:29
6. „Love Is All Around” (Instrumental - Acoustic Version) – 3:45
7. „Ljubav je svuda” (Karaoke Version) – 3:00
8. „Love Is All Around” (Karaoke Version) – 3:29